# Wohnhäuser Fabrikhof 3/4
Die Wohnhäuser Fabrikhof 3/4 in Delmenhorst, auch „Beamtenhäuser“ der Nordwolle genannt, wurden um ab 1890 gebaut. 
Die Gebäude sind Baudenkmale in Delmenhorst.

## Geschichte
Die Nordwolle war ein bedeutendes Unternehmen für die Verarbeitung von Wolle und Kammgarn. Die Zahl der Mitarbeiter wuchs rapide an, 1887 waren es 900, 1911 bereits 3000 Personen. Für seine Mitarbeiter baute die Firma diverse verklinkerte Wohnhäuser auf dem Werksgelände und in unmittelbarer Nähe (u. a. Eichenstraße 7 bis 23, Fabrikhof 1 bis 10, Färberei 1 bis 13, Heimstraße 1 bis 56, Nordwollestraße 13 bis 21 und 25 bis 34 sowie 80, Pappelstraße 1 bis 23, Kämmerei 1 bis 25, Spinnerei 1 bis 19 und 22 bis 36, Weiferei 1 bis 35). Auch der zweite Eigentümer Carl Lahusen baute 1910 seine verputzte Villa auf dem Fabrikgelände. Die o. g. Häuser stehen als Baudenkmalgruppe unter Denkmalschutz. Die Baugruppe beeindruckt durch die ästhetische Gesamtwirkung, erreicht durch die Backsteinfassaden sowie durch Wiederholung, Reihung und Rhythmisierung einfacher Stilformen, zumeist mit Lisenen und zahnschnittartigen Gurt- und Kranzgesimsen.
Für leitende Angestellte und Meister entstanden ab 1885 mehrere (um 26) sogenannte „Beamtenwohnhäuser“. 
Die zwei- und auch dreigeschossigen verklinkerten Wohnhäuser im historisierenden Stil der Jahrhundertwende mit zumeist Sattel- aber auch Walmdächern stammen wohl von um 1890. Die Fenster erhielten einen geraden oder Segmentabschluss. Architekt der frühen Bauten war der Bremer Baumeister Wilhelm Weyhe. Sie stehen am Park der Nordwolle an der Delme.